# Mjøsa
Der Mjøsa ist mit einer Fläche von 369 km² der größte See Norwegens und befindet sich im Süden des Landes ca. 60 km nördlich von Oslo an der Grenze der Fylker Innlandet und Akershus.

## Beschreibung
Der See liegt 123 Meter über dem Meeresspiegel, ist 117 Kilometer lang und bis zu 453 Meter tief (damit liegt der Seeboden 330 Meter unter Meeresniveau). Seine maximale Breite, die er bei Hamar erreicht, beträgt 15 Kilometer. Hier liegt auch seine größte Insel Helgøya. 17 Flüsse fließen in den See. Der wasserreichste davon ist der Gudbrandsdalslågen, der das Wasser aus dem Gudbrandsdalen bringt und bei Lillehammer mündet. Insgesamt hat der See ein Einzugsgebiet von 16.555 Quadratkilometern. Am südlichen Ende verlässt der Fluss Vorma den See mit einer durchschnittlichen Abflussmenge von 11,11 Milliarden Kubikmetern pro Jahr (352 m³/s). Die gesamte Uferlänge des Sees beträgt 273 Kilometer. Mjøsa, Vorma und deren Zuflüsse bilden den westlichen Teil des Glomma-Flusssystems, des größten Flusssystems Norwegens.
Die wichtigsten Städte am Ufer sind Lillehammer im Norden, Gjøvik im Westen sowie Hamar im Osten.
Die Landschaft entlang des Sees wird überwiegend landwirtschaftlich genutzt und bildet eines der fruchtbarsten Anbaugebiete für Getreide in Norwegen.

## Geologie
Das Gudbrandsdal mit dem Mjøsa bildet den nördlichen Teil einer Kette von Grabenbrüchen, der Mittelmeer-Mjösen-Zone.

## Wasserstand
Der Wasserstand des Sees wurde wiederholt reguliert.
- 1858 wurde bei dem Ort Eidsvoll eine Staumauer gebaut, um die Schifffahrt auf dem Fluss Vorma zu verbessern.
- 1911 wurde weiter südlich der Svanfoss-Staudamm zur Energiegewinnung errichtet. Dadurch stieg der Wasserstand auf dem See um 2,2 Meter.
- 1947 wurde der Wasserstand auf 2,86 Meter über normal erhöht.
- 1965 schließlich gab es eine letzte Erhöhung des Wasserstandes. Er ist jetzt 3,61 Meter höher als vor 1911.

In der Vergangenheit hatte es immer wieder Überflutungen nach Regen und Schneeschmelze gegeben. Im Jahr 1789 stieg das Wasser im Mjøsa um zehn Meter und richtete großen Schaden an. 400 Häuser wurden weggeschwemmt, wobei 68 Menschen ihr Leben verloren.

## Verkehrswege
Östlich des Sees verläuft streckenweise direkt entlang des Ufers die Dovrebanen, die Haupteisenbahnlinie von Oslo nach Trondheim über Hamar und Lillehammer. Die Europastraße 6 verläuft auf ihrem Streckenabschnitt zwischen Oslo und Trondheim zunächst ebenfalls östlich, kreuzt aber den See bei Moelv, verläuft dann weiter am Westufer und kehrt bei Lillehammer wieder zum Ostufer zurück.
In der nähe der Mündung des Gudbrandsdalslågen in den Nordteil des Mjøsa wird der See zwischen Lillehammer und Vingnes von der Lillehammer bru (Teil der E6) und der Vingnesbrua (einer Brücke überwiegend für Fußgänger und Radfahrer) überspannt. Bei Moelv quert die Mjøsbrua (ebenfalls Teil der E6) den See. Bei Tingnes führt die Nessundet bru vom Festland zur Insel Helgøya. Bei Brumunddal, am Nordende des Furnesfjorden, dem nordöstlichen Arm des Mjøsa, kreuzt die Framnesbrua den See. Im Mündungsbereich der Svartelva bei Hamar queren die Stangebrua und eine Eisenbahnbrücke den See sowie die Svartelva bru (erneut Teil der E6). Ganz im Süden, am Abfluss des Sees in den Fluss Vorma, wird der Mjøsa schließlich von der Minnesund bru (wiederum Teil der E6), dann von der Langset bru und zuletzt von der alten Minnesund jernbanebru und der 2023 noch im Bau befindlichen neuen Minnesund jernbanebru überquert.
Auf dem See verkehrt in der Sommersaison das Dampfschiff Skibladner, ein Raddampfer aus dem Jahr 1856 und damit der älteste noch in Betrieb befindliche Raddampfer der Welt. Zwischen Lillehammer und Eidsvoll werden im Sommer mehrere Dampfschifffahrtsrouten wechselweise bedient.
In Hamar gibt es den kommunalen Flugplatz Hamar-Stafsberg.

## Galerie

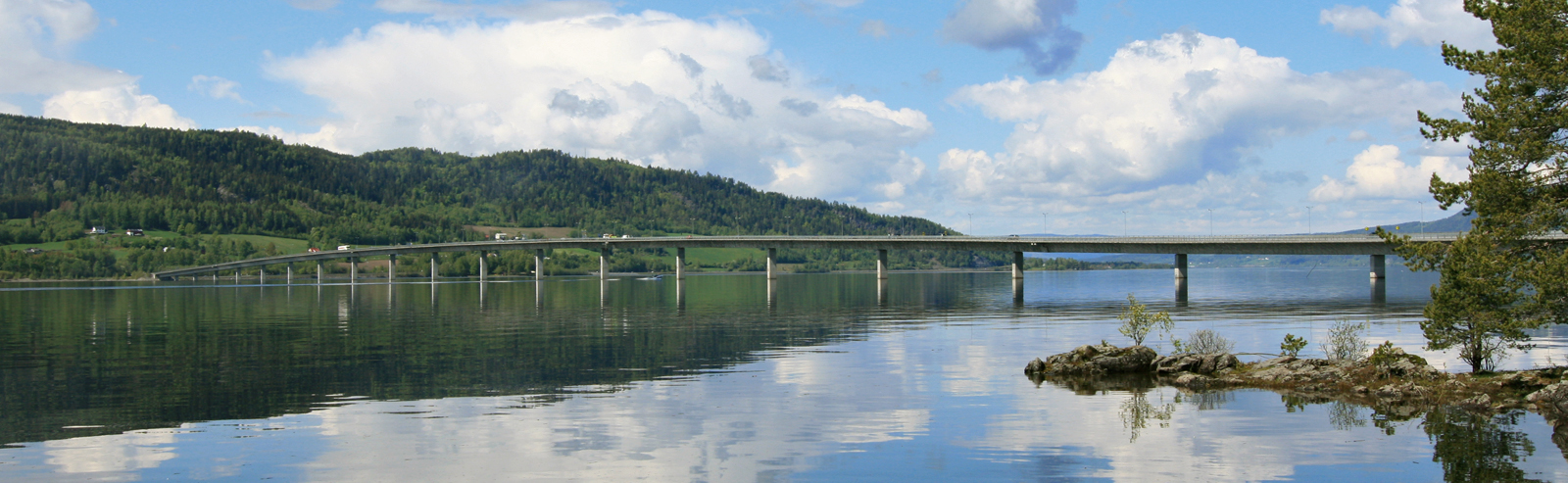
Mjøsa mit Brücke der E6
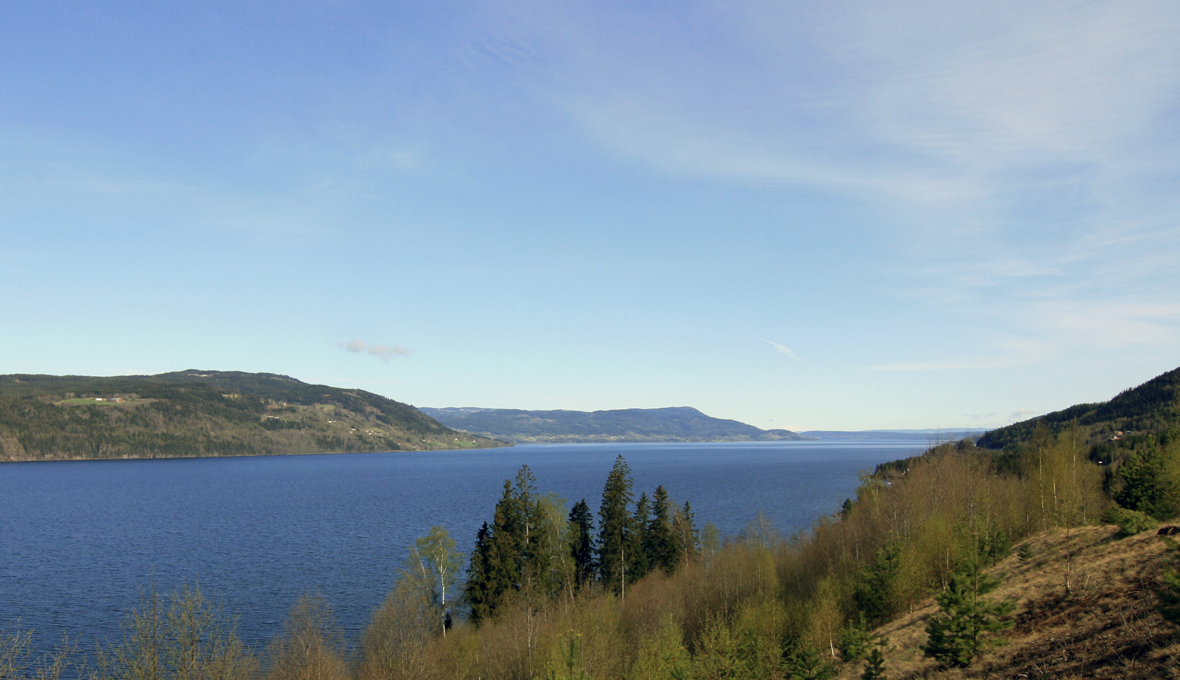
Minnesund